# Copris pseudosinicus
Copris pseudosinicus là một loài bọ cánh cứng trong họ Bọ hung (Scarabaeidae).